# Sachal Vasandani
Sachal Vasandani (Chicago, 1978) is een Amerikaanse jazzzanger.
Vasandani studeerde economie aan de Universiteit van Michigan en vertrok daarna naar New York om carrière in de bankwereld van Wall Street te maken. Hij koos echter ten slotte voor de jazz en ging werken als zanger in clubs. Hij zong met het Lincoln Center Jazz Orchestra onder leiding van Wynton Marsalis. Na zijn debuutalbum in 2007 ging hij toeren. Zijn tweede plaat werd door The New York Times gekozen als 'critic's pick'. In 2009 trad hij ook op in het buitenland, in Zwitserland, Duitsland en Rusland. Op zijn albums staan steevast ook eigen nummers. Als sideman was hij actief voor bijvoorbeeld Pyeng Threadgill en Gerald Clayton (die Vasandani's derde plaat produceerde).

## Discografie
- Eyes Wide Open, Mack Avenue Records, 2007
- We Move, Mack Avenue, 2009
- Hi-Fly, Mack Avenue, 2011